# محمد العيد التيجاني
محمد العيد التجاني  ولد يوم الجمعة 04 رمضان 1373 هـ الموافق لـ 07 مايو 1954م، بالزاوية التجاني  بدائرة تماسين ولاية ورقلة، ودرس علوم الفقه بنفس الزاوية على يد والده. ومن ثم درس بجامعة قسسطينية، فحاز على شهادة ماجستير، ثم درس في جامعة أورسي بفرنسا، وتحصل على شهادة دكتوراه دولة في الفيزياء الصلبة، كما شغل منصب مدير معهد العلوم الدقيقة بجامعة قسسطينية، بالإضافة إلى قيامه بمهام بيداغوجية في البحث العلمي، وله عدة دراسات فلك.

## مبايعته
تمت مبايعة محمد العيد شيخاً على رأس الزاوية التيجانية بـتماسين في أعقاب وفاة أبيه محمد البشير يوم الجمعة 01 شوال 1420 هـ الموافق لـ 07 جانفي (يناير) 2000م، ومن ثم أصبح محمد العيد امتداداً لأسلافه في الطريقة التيجانية.